# Gamasomorpha minima
Gamasomorpha minima är en spindelart som beskrevs av Lucien Berland 1942. Gamasomorpha minima ingår i släktet Gamasomorpha och familjen dansspindlar.
Artens utbredningsområde är Phoenixöarna. Inga underarter finns listade i Catalogue of Life.